# Zr. Ms. Walrus (S802)
Zr. Ms. Walrus (S802) je ponorka Nizozemského královského námořnictva, která byla postavena v loděnici Rotterdamsche Droogdok Maatschappij. Jedná se o vedoucí jednotku třídy Walrus.

## Výzbroj
Ponorka je vyzbrojena čtyřmi 533mm torpédomety pro torpéda Mk 48, která mohou ve vodě dosáhnout rychlosti přibližně 100 km/h. Dále se také dají z ponorky odpálit podzvukové protilodní střely UGM-84 Harpoon.